# Поворотный (мыс)
Поворотный — мыс в Приморском крае, разделяет восточное побережье Приморья и Южное Приморье. Входной мыс залива Петра Великого.
Вдоль Восточного побережья Приморского края несёт воды холодное Приморское течение.

Мыс Поворотный похож на знаменитый мыс Код, разница в температуре воды летом составляет до 6 °C — 11,7 °C и 17,5 °C соответственно (на мысе Код — разница 4,3 °C). Зимой же, наоборот, восточнее мыса воды теплее примерно на 3 °C.

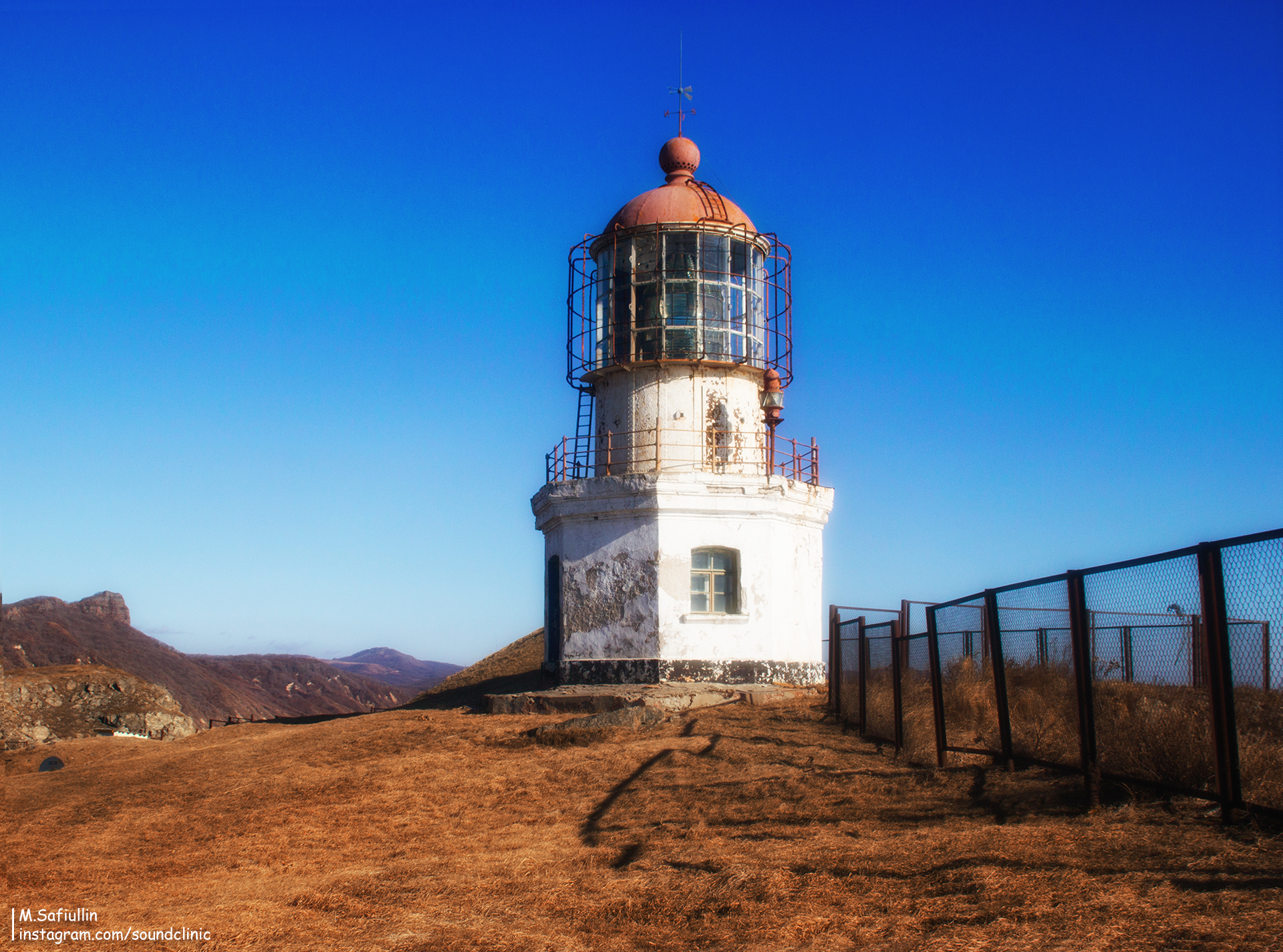
Маяк Поворотный

На мысе круглогодично действует одноимённый маяк, обслуживаемый персоналом, проживающим в небольшом посёлке при маяке. Посёлок входит в состав Находкинского городского округа.

## Происшествия
В июле 1941 года в районе мыса подорвался на советской мине и затонул краболов «Тунгус», погибло 22 члена экипажа.
14 июня 1973 года у мыса Поворотный произошло кораблекрушение с участием атомной подводной лодки К-56 и рыболовецкого судна «Академик Берг», погибли 27 человек.